# 亞祖城 (密西西比州)
亞祖城（英語：Yazoo City）是一個位於美国密西西比州亞祖郡的城市。根據2020年美國人口普查，該地共人口10,316人，而該地的面積約為28.30平方千米。同時該地也是亞祖郡的郡治。

## 地理
亞祖城的座標為32°51′23″N 90°24′27″W / 32.85639°N 90.40750°W，而該地的平均海拔高度為34米（即112英尺）。